# Драчево
Вижте пояснителната страница за други значения на Драчево.
Драчево е село в Югоизточна България. То се намира в община Средец, област Бургас.

## География
Селото е разположено на североизточните разклонения на рида Кара тепе, северната част на Странджа планина, на 9 km източно от общинския център Средец и на 29 km от областния център Бургас. Край него е известната красива местност Фъкъ дере, през която тече Факийска река. Популярни местности в землището на селото са: Елинските гробища, Двата гроба, Капаклията, Юрта, Каишбаир и др.

## История
Заселено е през 1830- 1840 г. Било е турско и се е наричало Къркчалъ (четиридесет драки). Земята владеел Осман бей, който имал многолюдна челяд. На полето и във фермите на бея имало работа и заприиждали, и се заселили българи. След Руско-турската война турците се изселват и в селото остават само българи. В края на XIX век етнографът Димитър Маринов отбелязва жителите на Къркчалъ и няколко съседни села като рупци, предполагайки въз основа на неясни местни легенди, че те са потомци на бежанци от насилствената ислямизация в Родопите през XVII век.
Постепенно в селото се заселват и много българи бежанци от Източна Тракия, предимно от Лозенградско, бягащи от турците през 1903 – 1904 г. (Преображенското въстание) от селата Кулата, Паспалово, Терзидере, Каракоч, Ковчаз, Цикнихор. Благоприятните условия за земеделие привлекли преселници от селата Момина църква, Горска поляна и Горно Ябълково. Към края на 19 век в Къркчалъ вече живеят около 280 домакинства, които обработват 15 хиляди декара земя.
През 1934 г. Къркчалъ се преименува с българското име Драчево.
Първата черква е построена от плетеница, измазана с кал и вместо камбана, се е използвало дървено клепало. Новата, масивна черква е изградена през 1902-1903 г., с една медна камбана, монтирана на камбанарията в двора.
Първото училище, с начален курс е открито през 1886 г., в две стаи от къща. По-късно е построена масивна сграда на един етаж. През 1937 г. е надстроен и горният етаж и е открита прогимназия „Св. св. Кирил и Методий“, от първи до трети (днес седми) клас.
Читалище „Изгрев“ е основано през 1930 г.

## Население

### Етнически състав
Преброяване на населението през 2011 г.
Численост и дял на етническите групи според преброяването на населението през 2011 г.:
|                     | Численост |
| Общо                | 443       |
| Българи             | 280       |
| Турци               | -         |
| Цигани              | 160       |
| Други               | -         |
| Не се самоопределят | -         |
| Неотговорили        | 2         |

## Културни и природни забележителности

### Храм „Успение Богородично“
Храмът е построен през 1903 г. от майстор строител Цаню Ганчев от известния по онова време тревненски род Уста Генчови. Иконостасът е изработен от неговия син Божко Цанюв. Ръководител на строежа е бил свещеник Георги поп Христов. Той е роден през 1860 г. Завършил е духовна семинария в гр. Одрин. Отец Георги умира през 1943 г. и тялото му е положено в двора на храма „Успение Богородично“. След него свещеник е Иван Тодоров, от 1945 г. до 1958 г. Отец Иван е роден през 1919 г. в с. Къркчалъ /Драчево/. Други свещеници са били: отец Лефтер от гр. Средец, отец Георги Куртев от Тополовградския край, отец Велик от село Пирин, област Благоевград. През 2014 г. е извършен основен ремонт по проект финансиран по европейските програми на стойност над 230 хил. лв.

### Кралимарковия бастун
Вековно дъбово дърво, олицетворяващо силата, могъществото и непобедимостта на българина. Намира се в местността Факъдере на около 2 км от селото. Това е една от най-големите природни забележителности на територията на село Драчево.

## Редовни събития
Всяка година се провежда събор в селото на 9 септември.

## Личности
В селото е родена странджанската народна певица Комня Стоянова – основател и солист в Държавния ансамбъл „Филип Кутев“, София.
Певицата е сред съоснователките на Държавния ансамбъл за народни песни и танци „Филип Кутев“. С ансамбъла и като солистка пее в много европейски страни и САЩ. Записва много песни в БНР и „Балкантон“. Особено популярни сред тях са: „Турчин робини караше“, „Булко Тудорко“, „Бяла Стана“. В пеенето ѝ могат да се открият черти на най-древния песенен стил от Странджа. През 1994 година името ѝ е включено в Световната енциклопедия „Музиката на света“, издадена в Лондон.
Селото е дало много учители, лекари, инженери, икономисти и един професор Иван Стоянов Димов.